# Dietmar Schermann
Dietmar Schermann (* 24. April 1957 in Mödling) ist ein österreichischer Komponist und Dirigent.

## Leben
Dietmar Schermann studierte ab dem Jahr 1975 an der Universität für Musik und darstellende Kunst Wien Komposition bei Heinrich Gattermeyer, Korrepetition bei Harald Goertz, Chorleitung bei Günther Theuring sowie Dirigieren bei Karl Österreicher. Die Diplome in Komposition und Korrepetition legte er im Jahr 1982 ab, die Diplome in Chorleitung und Dirigieren folgten im Jahr darauf.
Seit dem Jahr 1982 hat Schermann einen Lehrauftrag für Tonsatz an der Universität für Musik und darstellende Kunst Wien, seit 1992 wirkt er als ordentlicher Professor für Harmonielehre, Kontrapunkt/Tonsatz ebenda. Zudem ist er als freiberuflicher Komponist, Korrepetitor und Dirigent tätig.
Nach zahlreichen Jahren als stellvertretender Institutsvorstand übernahm er von 2006 bis 2008 die Leitung des Instituts für Komposition und Elektroakustik an der Musikuniversität Wien. Seine Werke wurden in Europa, Asien und Südamerika aufgeführt.

## Auszeichnungen
- 1980: Arbeitsstipendium der Stadt Wien[1][2]
- 1981: Anerkennungspreise der Niederösterreichischen Landesregierung[1][2]
- 1982: Würdigungspreis des Bundeskanzleramts Österreich für Kunst und Kultur[1][2]
- 1988: Arbeitsstipendium der Stadt Wien[1][2]
- 1988: Förderungspreis der Niederösterreichischen Landesregierung[1][2]
- 1990: Arbeitsstipendium der Stadt Wien[1][2]

## Werke
- Klavierstück – Solo für Klavier, op. 1 (1977)[4]
- Drei Lieder für Altstimme und Klavier – nach Texten von Rainer Maria Rilke, Georg Trakl und Johann Wolfgang von Goethe, op. 2 (1978)[4]
- Sieben Skizzen für Bläserquintett – für Flöte, Oboe, Klarinette, Fagott und Horn, op. 3 (1978)[4]
- Erstes Streichquartett – für zwei Violinen, Viola und Violoncello, op. 4 (1979)[4]
- Praterspektrum – für Flöte, Trompete, Klavier und drei Perkussions, op. 5 (1980)[4]
- Sonate für Violoncello und Klavier – op. 6 (1981)[4]
- Bühnenmusik zu Frank Wedekinds „Lulu“ – Duo für Klavier und präpariertes Klavier (1982)[4]
- Drei Aphorismen für Streichorchester – für zwölf Violinen, vier Violen, drei Violoncelli und zwei Kontrabässe, op. 7 (1986)[4]
- Musik für Streichorchester – für zwölf Violinen, vier Violen, drei Violoncelli und zwei Kontrabässe, op. 8 (1986)[4]
- Ballade für Klavier und Kontrabass – op. 9 (1987)[4]
- Kontakte – für Orchester, op. 10 (1987)[4]
- Monolog für Kontrabass – op. 11 (1988)[4]
- Drei Szenen für großes Orchester – op. 12 (1988/1994)[4]
- Frühlingsstücke – Solo für Klavier, op. 13 (1988)[4]
- Wanderung – Solo für Klavier und Solostimme Bariton nach Texten von Julian Schutting, op. 14/1 (1989)[4]
- Wanderung – für Streichquartett mit zwei Violinen, Viola und Violoncello, op. 14/2 (1989)[4]
- Wanderung – für zwei Klaviere, op. 14/3 (1989)[4]
- Musik für zehn Holzbläser – für zwei Flöten, zwei Oboen, zwei Klarinetten, zwei Fagotte und zwei Hörner, op. 15 (1989)[4]
- Wanderung – für Kammerensemble, op. 14/4 (1990)[4]
- Konzert für Viola und Kammerorchester – op. 16 (1991/1993)[4]
- Nachtsplitter – Traumgedanken – Meditation für Blockflötenensemble, op. 17 (1992)[4]
- Monolog für Violoncello – op. 18 (1992)[4]
- Introduction und Caprice für Kontrabass und Klavier – op. 19a (1993)[4]
- Introduction und Caprice – für Streichorchester und Kontrabass solo, op. 19b (1994)[4]
- Konzert für Violoncello und Kammerorchester – op. 20 (1996/1997)[4]